# Bame
Bame (nep. बामे) – gaun wikas samiti w zachodniej części Nepalu w strefie Rapti w dystrykcie Salyan. Według nepalskiego spisu powszechnego z 2011 roku liczył on 959 gospodarstw domowych i 5173 mieszkańców (2719 kobiet i 2454 mężczyzn).